# Antonio Noriega Varela
Antonio Noriega Varela(Mondoñedo, 1869 - Vivero, 1947) fue un periodista y poeta español en lengua gallega, encuadrado en la literatura gallega como uno de los representantes poéticos de las Irmandades da Fala.
Noriega Varela comenzó el camino de una poesía, denominada franciscanista, neovirgilianista o humanista-paisajista, que tuvo posteriores imitadores como Díaz Castro, Crecente Vega, Aquilino Iglesia Alvariño y, posteriormente, incluso Uxío Novoneyra.
Se le dedicó el Día de las Letras Gallegas de 1969.

## Obra literaria
Además de su labor periodística proagrarista en la revista  anticaciquil Guau, guau, Noriega Varela inició en 1904 su trayectoria poética con la publicación de un poemario titulado Montañesas (a partir del cual fue conocido por el sobrenombre de "poeta da montaña") que, a lo largo de su vida fue ampliando y que, a partir de la tercera edición, en 1920, cambió su título por Do ermo. Este cambio de titulación simboliza la nueva orientación estética adoptada por el poeta a partir de esa fecha, justo cuando entra en contacto con los miembros de las Irmandades da Fala y adopta el saudosismo portugués. 
La poesía de Noriega Varela presenta, así, dos grandes tendencias:
- Entre 1895 y 1913 escribe una serie de composiciones costumbristas, en la línea del ruralismo del siglo XIX. Fuertemente influenciado por Manuel Leiras Pulpeiro (epígono del Rexurdimento), estos poemas se caracterizan por su musicalidad de raigambre popular y por su temática paisajística y campesina.
- A partir de mediados de la década de 1910, refleja la influencia modernista provocada por su lectura de Rubén Darío y de diversos poetas portugueses del momento. Su poesía se orienta hacia lo culto y el refinamiento, muy lejos de su anterior orientación. El paisajismo abandona lo costumbrista y adopta una perspectiva impresionista, manifestando una demorada atención a los elementos naturales más nimios, algo que ha llevado a denominar a muchos de sus poemas como "franciscanistas", por su atención a lo humilde y desamparado.

Se trata de su aportación literaria más original; con esta poesía, además de expresar implícitamente su religiosidad al reverenciar la grandeza del Sumo Creador, el yo del poeta aparece sólo, sumergido en medio del paisaje en la búsqueda de la estética de lo más sencillo de la naturaleza. Poemas a una peña, al rocío, a la flor del tojo... Formalmente, estos poemas imitan tanto la poesía popular, como la culta, llegando a emplear el soneto como medio de expresión; el poema "Toda humilde beleza" es quizás el más representativo de esta tendencia.